# Alphonse Garreau
Pour les articles homonymes, voir Garreau.
Alphonse Garreau est un peintre français né à Versailles le 17 avril 1792 et mort à Saint-Denis de La Réunion le 12 octobre 1865. Il commence sa carrière en France métropolitaine puis s'embarque pour l'île Bourbon en 1842, où il s'installe. Le musée Léon-Dierx conserve aujourd'hui plusieurs de ses portraits, mais aucune peinture historique. Son chef-d'œuvre L'Émancipation à La Réunion fait partie des collections du musée du Quai Branly - Jacques-Chirac, à Paris.

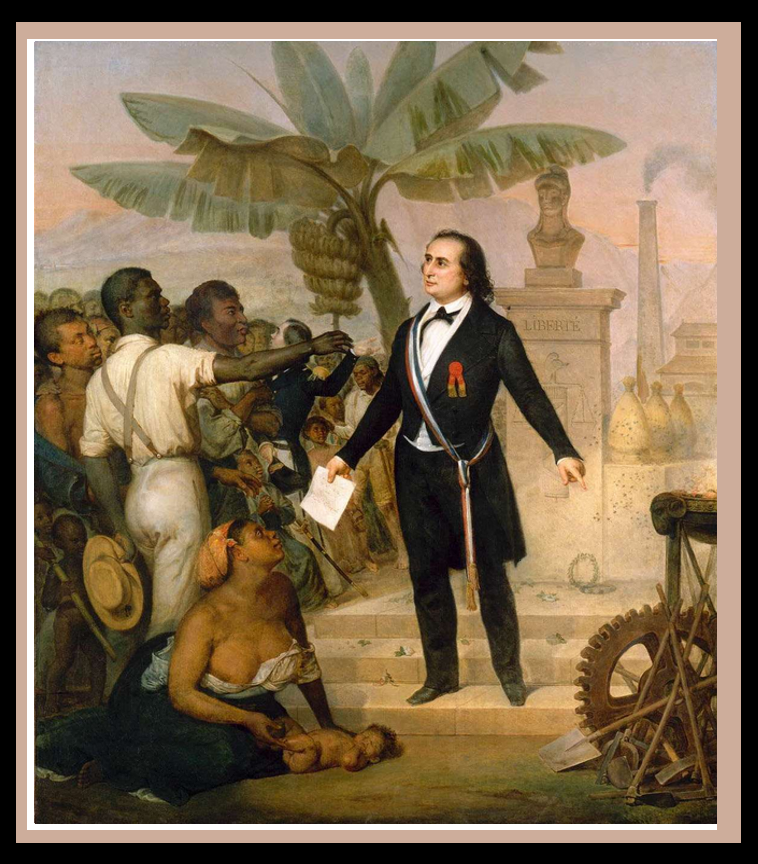
L'Émancipation à La Réunion, 1849 – Musée du Quai Branly - Jacques-Chirac, Paris.